# Нова Саловка
Нова Са́ловка (рос. Новая Саловка, ерз. Новая Саловка) — присілок у складі Краснослободського району Мордовії, Росія. Входить до складу Старосіндровського сільського поселення.
Населення — 5 осіб (2010; 18 у 2002).
Національний склад (станом на 2002 рік):
- росіяни — 100 %